# سایمون زنگل
سایمون زنگل (انگلیسی: Simon Zangerl؛ زادهٔ ۲۸ ژانویهٔ ۱۹۹۰) بازیکن فوتبال اهل اتریش است.